# Barge (Piemont)
Barge ist eine Gemeinde in der italienischen Provinz Cuneo (CN), Region Piemont.

## Lage und Einwohner
Barge liegt knapp 50 km nordwestlich von der Provinzhauptstadt Cuneo entfernt, am Fuße der Cottischen Alpen. Das Gemeindegebiet umfasst eine Fläche von 82 km² und hat 7412 Einwohner (Stand 31. Dezember 2023).
Die Nachbargemeinden sind Bagnolo Piemonte, Cardè, Cavour, Envie, Ostana, Paesana, Revello, Sanfront und Villafranca Piemonte.

## Geschichte

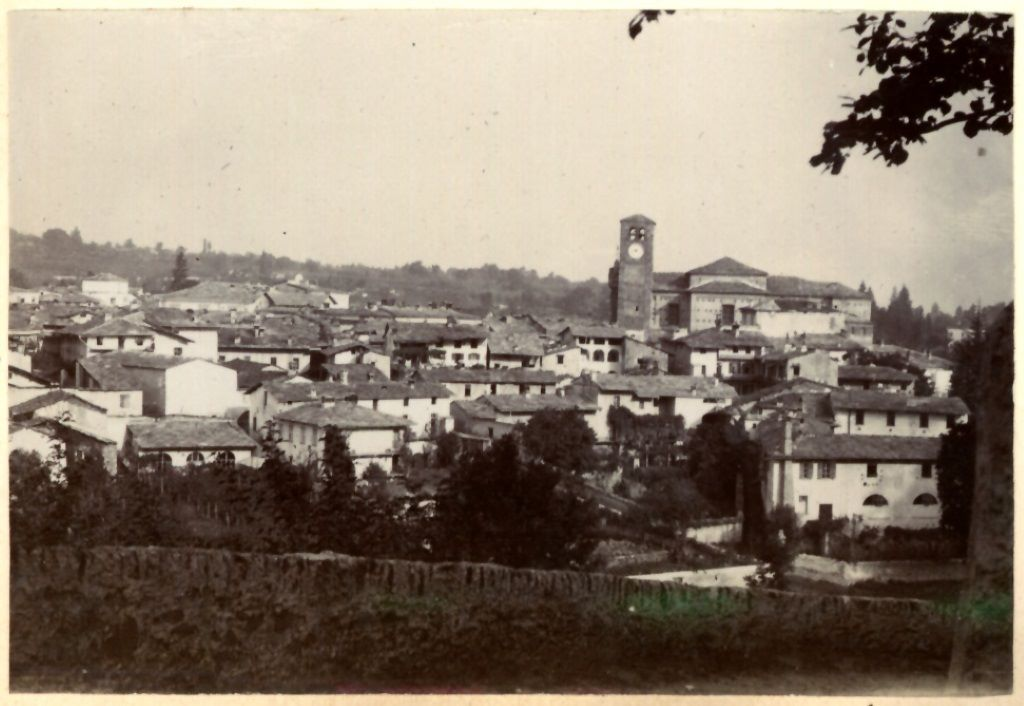
Barge um ca. 1900

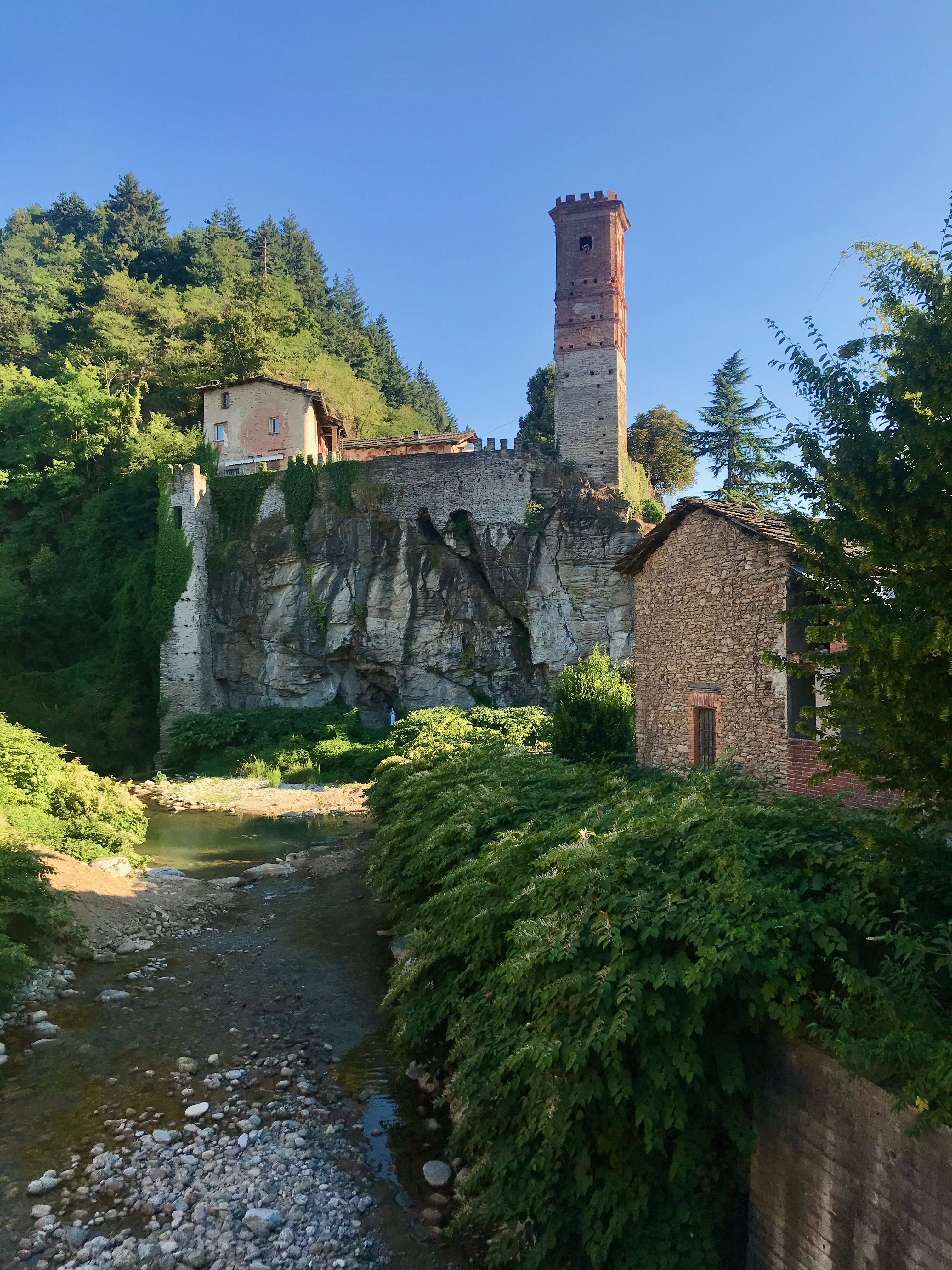
Die Burg

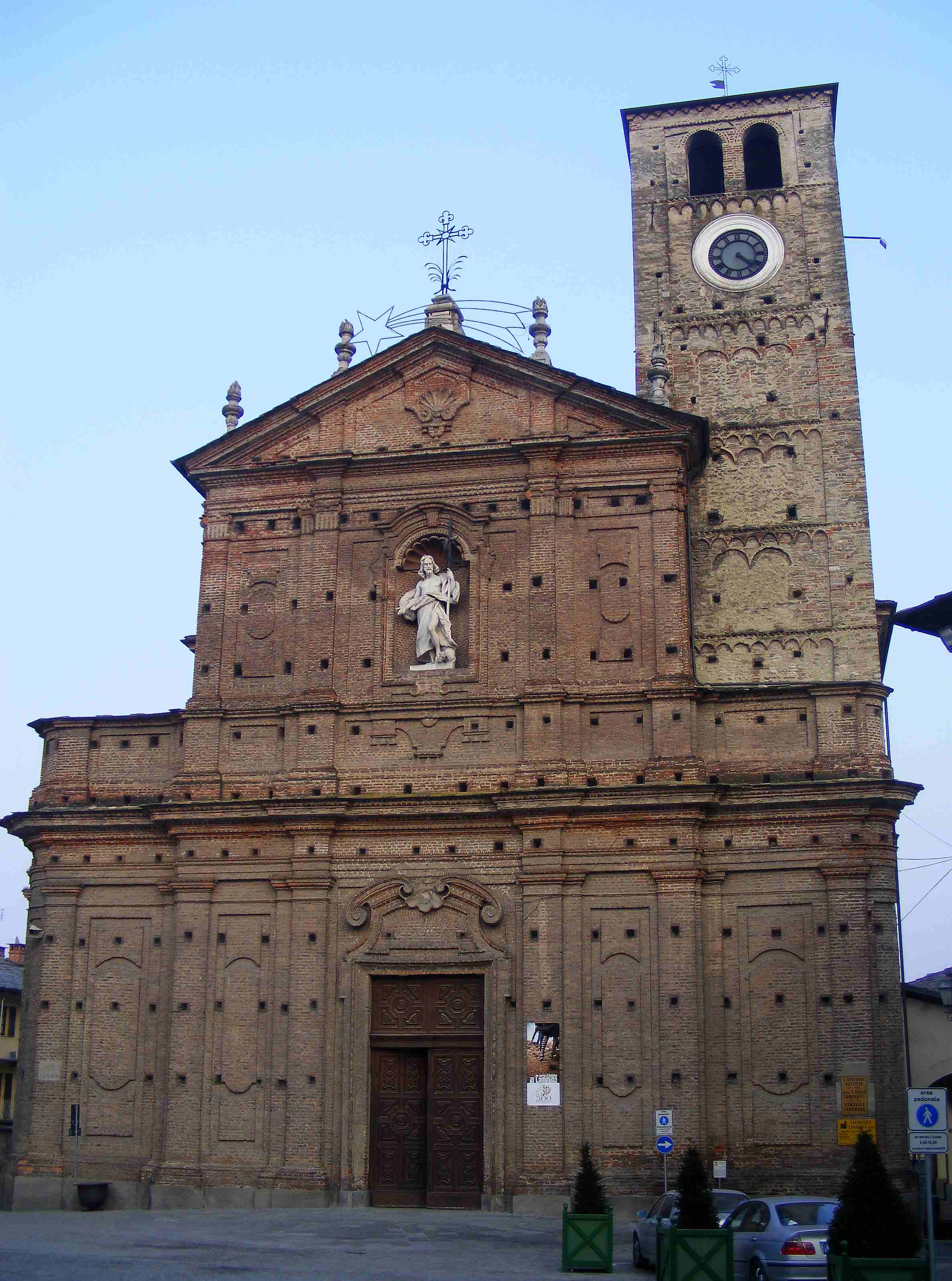
Die Pfarrkirche

Den Funden der Gegend zufolge, war es seit der Antike besiedelt und gewann in der Römerzeit an Bedeutung. Der Ortsname, der in Dokumenten des 13. Jahrhunderts auch in den Formen „Barcie“, „Barges“ und „Bargio“ vorkommt, scheint ligurischen Ursprungs zu sein. An der Basis stünde das Wort „barga“, „Hütte“. Es mangelt jedoch nicht an denen, die es auf die indogermanische Wurzel „bhergh“, „hoch“, zurückführen, sodass es die Bedeutung von „Hügel, Hügel, Festung, Fort“ haben würde.
Im Mittelalter war es oft Gegenstand von Streitigkeiten, die von Arduino il Glabro zu den Markgrafen von Saluzzo, zu den Acaia und schließlich zu den Savoyen übergingen. Ab 1400 erlebte es dank der Eisenverarbeitung und der zahlreichen dort stattfindenden Messen eine starke Entwicklung, die es zu einem Treffpunkt für Kaufleute aus der Ebene und von jenseits der Alpen machte. Die Steinbrüche zur Quarzitgewinnung auf dem Monte Bracco waren bereits bekannt und wurden auch von Leonardo da Vinci erwähnt.
In der zweiten Hälfte des 16. Jahrhunderts begann ein langsamer Niedergang, der auf den ständigen Vormarsch fremder Armeen, Religions- und Grenzkonflikte zurückzuführen war. Es lag in der Nähe der französischen Dauphiné, an der Trennlinie zwischen dem katholischen und dem protestantischen Gebiet. Nachdem die Stadt in der ersten Hälfte des 17. Jahrhunderts stark von der Pest heimgesucht wurde, erlebte sie in den folgenden Jahrhunderten einen raschen Aufschwung, der sich zu Beginn des 20. Jahrhunderts aufgrund der industriellen Entwicklung noch verstärkte. Mitte des 19. Jahrhunderts verzichtete Carlo Alberto auf den Thron und nahm den Titel eines örtlichen Grafen an.
Der Bahnhof Barge war der Endbahnhof der Bahnstrecke Bricherasio-Barge, die von 1885 bis 1984 in Betrieb war. Im Jahr 2010 wurde das Gelände zwischen Bricherasio, Campiglione-Fenile und Bibiana für einen Radweg mit dem Ziel umgenutzt, Barge zu erreichen.

## Sehenswürdigkeiten
- Die Pfarrkirche San Giovanni Battista im Barockstil mit romanischem Glockenturm und Fresken im Inneren.
- Die Burg Arduino il Glabro aus dem 11. Jahrhundert.
- Die Portiken aus dem 15. Jahrhundert.
- Das Casa Reinaudo.
- Die Ruinen der Certosa di Monte Bracco.

## Städtepartnerschaft
- Annonay, seit 2001
- El Trébol, seit 1991
- Freyre, seit 1997

## Söhne und Töchter der Gemeinde
- Ludovico Geymonat (1908–1991), Philosoph und Mathematiker
- Mario Giordana (* 1942), Geistlicher und emeritierter Erzbischof sowie Diplomat des Heiligen Stuhls
- Toni Bertorelli (1948–2017), Schauspieler